# 周之琦
周之琦（1782年—1862年），字稚圭，河南祥符人。清朝政治人物。
生于乾隆四十七年（1782年），嘉慶十三年（1808年）中進士，改庶吉士。散館，授編修。道光九年（1829年），由浙江按察使升任廣西布政使。道光十二年（1832年），升任江西巡抚。道光二十一年（1841年），由刑部右侍郎调任廣西巡撫。道光二十六年（1846年），因病解任，同治元年（1862年）卒於家鄉。
周之琦著有《金梁夢月詞》二卷，《懷夢詞》二卷，《鴻雪詞》二卷，《退庵詞》一卷，總名《心日齋詞》傳世。